# Pristimantis bicumulus
Pristimantis bicumulus är en groddjursart som först beskrevs av Peters 1863.  Pristimantis bicumulus ingår i släktet Pristimantis och familjen Strabomantidae. IUCN kategoriserar arten globalt som sårbar. Inga underarter finns listade i Catalogue of Life.